# Мірна Венстра
Мірна Венстра (нід. Myrna Veenstra, 4 березня 1975) — нідерландська хокеїстка на траві.
Бронзова призерка Олімпійських Ігор 2000 року.
Чемпіонка Європи 1999 року.
Переможниця Трофею чемпіонів 2000 року, срібна призерка 1999 року, бронзова призерка 1997 року.